# Dolomieu (Isèra)
Dolomieu és un municipi francès situat al departament de la Isèra i a la regió d'Alvèrnia-Roine-Alps. L'any 2007 tenia 2.787 habitants.

## Demografia

### Població
El 2007 la població de fet de Dolomieu era de 2.787 persones. Hi havia 1.033 famílies de les quals 208 eren unipersonals (96 homes vivint sols i 112 dones vivint soles), 332 parelles sense fills, 421 parelles amb fills i 72 famílies monoparentals amb fills.
La població ha evolucionat segons el següent gràfic:
Habitants censats

### Habitatges
El 2007 hi havia 1.219 habitatges, 1.058 eren l'habitatge principal de la família, 105 eren segones residències i 56 estaven desocupats. 1.163 eren cases i 53 eren apartaments. Dels 1.058 habitatges principals, 878 estaven ocupats pels seus propietaris, 162 estaven llogats i ocupats pels llogaters i 18 estaven cedits a títol gratuït; 3 tenien una cambra, 20 en tenien dues, 107 en tenien tres, 304 en tenien quatre i 624 en tenien cinc o més. 911 habitatges disposaven pel capbaix d'una plaça de pàrquing. A 401 habitatges hi havia un automòbil i a 590 n'hi havia dos o més.

### Piràmide de població
La piràmide de població per edats i sexe el 2009 era:
| Homes | Edats   | Dones |
| ----- | ------- | ----- |
| 0     | 95 o +  | 0     |
| 8     | 90 a 94 | 16    |
| 12    | 85 a 89 | 20    |
| 28    | 80 a 84 | 20    |
| 28    | 75 a 79 | 32    |
| 24    | 70 a 74 | 44    |
| 48    | 65 a 69 | 56    |
| 44    | 60 a 64 | 44    |
| 48    | 55 a 59 | 40    |
| 120   | 50 a 54 | 68    |
| 88    | 45 a 49 | 68    |
| 96    | 40 a 44 | 116   |
| 108   | 35 a 39 | 100   |
| 80    | 30 a 34 | 100   |
| 56    | 25 a 29 | 68    |
| 48    | 20 a 24 | 40    |
| 84    | 15 a 19 | 57    |
| 132   | 10 a 14 | 104   |
| 76    | 5 a 9   | 112   |
| 52    | 0 a 4   | 68    |

## Economia
El 2007 la població en edat de treballar era de 1.835 persones, 1.346 eren actives i 489 eren inactives. De les 1.346 persones actives 1.244 estaven ocupades (671 homes i 573 dones) i 102 estaven aturades (44 homes i 58 dones). De les 489 persones inactives 166 estaven jubilades, 172 estaven estudiant i 151 estaven classificades com a «altres inactius».

### Ingressos
El 2009 a Dolomieu hi havia 1.128 unitats fiscals que integraven 3.040 persones, la mediana anual d'ingressos fiscals per persona era de 19.828 €.

### Activitats econòmiques
Dels 112 establiments que hi havia el 2007, 2 eren d'empreses alimentàries, 8 d'empreses de fabricació d'altres productes industrials, 28 d'empreses de construcció, 24 d'empreses de comerç i reparació d'automòbils, 6 d'empreses de transport, 4 d'empreses d'hostatgeria i restauració, 5 d'empreses d'informació i comunicació, 2 d'empreses financeres, 2 d'empreses immobiliàries, 14 d'empreses de serveis, 10 d'entitats de l'administració pública i 7 d'empreses classificades com a «altres activitats de serveis».
Dels 35 establiments de servei als particulars que hi havia el 2009, 1 era una oficina de correu, 5 tallers de reparació d'automòbils i de material agrícola, 2 paletes, 5 guixaires pintors, 6 fusteries, 6 lampisteries, 4 electricistes, 2 perruqueries, 1 restaurant i 3 agències immobiliàries.
Dels 6 establiments comercials que hi havia el 2009, 1 era una botiga de menys de 120 m², 1 una fleca, 1 una carnisseria, 1 una botiga de roba i 2 floristeries.
L'any 2000 a Dolomieu hi havia 34 explotacions agrícoles que ocupaven un total de 441 hectàrees.

## Equipaments sanitaris i escolars
L'únic equipament sanitari que hi havia el 2009 era una farmàcia.
El 2009 hi havia 1 escola maternal i 2 escoles elementals.

## Poblacions més properes
El següent diagrama mostra les poblacions més properes.